# Muriel Bats
Muriel Bats (31 maart 1968) is een Vlaams televisie- en theateractrice.
Ze is bekend van haar rol als Sumaya Darraz, de weduwe van Bart Dewindt, in alle seizoenen van de televisieserie Kinderen van Dewindt. Ook leende ze haar stem aan de tekenfilm Fly Me to the Moon. Van 2011 tot 2018 speelde ze de rol van Mayra Magiels in de soap Thuis. In 2024 ging ze aan de slag bij Familie. Zij was van najaar 2024 tot januari 2025 als Georgine Jibrell te zien in deze serie. 
In het theater speelde Bats bij figurentheater Ultima Thule in de stukken Voel!, Proef! Ruik! en Het Paard van Troje. Eerder speelde ze bij jeugdtheatergezelschap Blauw Vier in Andere stemmen, andere kamers. Ook acteerde ze in een aantal voorstellingen voor schooltoneel. Ze begon haar acteercarrière in 1990 bij het Jeugdtoneel.
Muriel Bats is de dochter van een Vlaamse moeder en een Kaapverdische vader. Zelf is ze de moeder van twee zonen.

## Televisie

### Hoofdrollen
- 2004-2009 - Kinderen van Dewindt, als Sumaya Dewindt-Darraz
- 2011-2019 - Thuis, als Mayra Magiels

### Bij- en gastrollen
- 1994 - Postbus X, als bediende
- 1994 - F.C. De Kampioenen, als vriendin van Mike
- 2012 - Quiz Me Quick, als manager interimbureau
- 2013 - Wolven, als Samina Makris
- 2018 - 13 Geboden, als psychiater
- 2021 - Lisa, als Chuz
- 2023 - Het verhaal van Vlaanderen, als Homo sapiens
- 2024 - Familie, als Georgine Jibrell